# صلاح خورشيد
صلاح عبد الرضا عبد الله خورشيد (1963 - )؛ سياسي كويتي، وزير ونائب سابق في مجلس الامة الكويتي.

## سيرته
يحمل دبلوم تخصص بنوك، وحاز علي عضوية مجلس إدارة بنك الخليج ومجلس إدارة الشركة الكويتية للمقاصة وترأس جمعية الرميثية وعين وزيرا لوزارة التجارة والصناعة عام 2001. حاز عضوية مجلس الامة خلال أعوام 1996، 1999، 2003، 2016.

## قضية النائب البنغالي
في 16 يونيو 2020، اُتهم صلاح خورشيد وسعدون حماد العتيبي بالتعاون مع النائب البنغالي محمد شهيد إسلام بقضية الإتجار بالبشر، ورفع مجلس الأمة عنه الحصانة وذلك للمثول أمام القضاء، حيثُ ذكر النائب البنغالي محمد شهيد إسلام بأنهُ سلَّم صلاح خورشيد 370,000 ألف دينار كويتي وذلك نظير جلب العمالة البنغلاديشية للكويت والحصول على الموافقات. وفي 29 أغسطس 2020، حققت النيابة العامة الكويتية مع صلاح خورشيد وسعدون حماد بهذه القضية ثُم أخلت سبيلهما بكفالة قدرها 10,000 آلاف دينار. وفي 22 أكتوبر 2020، أصدرت محكمة الجنايات الكويتية ضبط وإحضار لصلاح خورشيد وذلك لعدم مثوله أمام المحكمة. وبعد ذلك في تاريخ 5 نوفمبر 2020، أخلت المحكمة سبيل خورشيد بكفالة مالية قدرها 10 آلاف دينار كويتي. وفي 28 يناير 2021، قضت محكمة الجنايات الكويتية بالبراءة لكلاً من سعدون حماد العتيبي وصلاح خورشيد بقضية النائب البنغالي. وفي 26 أبريل 2021، أدانت محكمة الاستئناف الكويتية صلاح خورشيد بتلقي الرشوة بالحبس لمدة 7 سنوات مع الشغل والنفاذ وتغريمه 740 ألف دينار كويتي. وفي 28 نوفمبر 2021، قضت محكمة التمييز بحكم نهائي بات بإدانة صلاح خورشيد بتهمة تلقي الرشوة والتعاون مع النائب البنغالي في قضية الاتجار بالبشر بالحبس لمدة 7 سنوات مع الشغل والنفاذ مع غرامة قدرها 740,000 ألف دينار كويتي.

## أبرز مواقفه في مجلس الأمة
| استجواب الوزيرة هند الصبيح (يناير 2018)                  | ضد الاستجواب |
| استجواب الوزير بخيت الرشيدي (2018)                       | مع الاستجواب |
| استجواب الوزيرة هند الصبيح (مايو 2018)                   | مع الاستجواب |
| استجواب الوزير خالد الروضان (2019)                       | ضد الاستجواب |
| استجواب الوزير محمد الجبري (2019)                        | ضد الاستجواب |
| استجواب الوزير نايف الحجرف (2019)                        | ضد الاستجواب |
| استجواب الوزير براك الشيتان (2020)                       | مع الاستجواب |
| استجواب الوزير أنس الصالح (أغسطس 2020)                   | ضد الاستجواب |
| استجواب الوزير سعود هلال الحربي (أغسطس 2020)             | ضد الاستجواب |
| استجواب الوزير سعود هلال الحربي (سبتمبر 2020)            | ضد الاستجواب |
| استجواب الوزير أنس الصالح (سبتمبر 2020)                  | ضد الاستجواب |
| تصويت فتح باب ما يستجد من أعمال (تعديل النظام الانتخابي) | غير موجود    |